# Kenny Teijsse
Kenny Teijsse (Amsterdam, 19 luglio 1992) è un calciatore olandese, centrocampista dell'Unicum.